# Hay-Berg Motor Car Company
Hay-Berg Motor Car Company war ein US-amerikanischer Hersteller von Automobilen.

## Unternehmensgeschichte
Das Unternehmen wurde 1907 in Milwaukee in Wisconsin gegründet. Einer der beiden Inhaber war ein Herr Sternberg. Im gleichen Jahr begann die Produktion von Automobilen. Der Markenname lautete Hay-Berg. 1908 endete die Produktion.

## Fahrzeuge
Das einzige Modell war der 20 HP. Viele Teile wurden zugekauft. So kam der Motor von der Carrico Motor Company. Es war ein luftgekühlter Vierzylindermotor mit 20 PS Leistung. Das Getriebe stammte von Brown-Lipe. Die A. O. Smith Corporation lieferte das Fahrgestell mit 254 cm Radstand. Die Achsen kamen von der Timken Company. Der einzige angebotene Aufbau war ein Roadster mit drei Sitzen.
Ein siebensitziger Tourenwagen mit einem 40-PS-Motor war zwar angekündigt, wurde aber nicht mehr hergestellt.